# Didovas
Didovas je jezero v západní Litvě, v okrese Telšiai, asi 4 km na východ od Žarėnů, v ChKO Varniai. Jezero je oválného tvaru. Délka ve směru východo-západním je 0,9 km, šířka do 0,4 km. Severní břeh je bažinatý, nízký; jižní břeh je vysoký, suchý. Do jezera přitéká řeka Kliurkė/(Mava), která opouší jezero jako jedna z největších řek Žemaitska Minija, v horním toku pod jménem Kliurkė/(Mava).
Na jižním břehu jezera leží ves Karšteniai.